# Prince de Bretagne (marque)
 (août 2018).
Prince de Bretagne est, depuis 1970, la marque collective de producteurs de fruits et de légumes frais de la côte nord de la Bretagne regroupés en cinq coopératives au sein de l’association Cerafel, qui pilote la marque, définit les cahiers des charges, et décide de la mise en marché des produits et de la mise en place des moyens communs de recherche et d’expérimentation.
En 2022, la marque regroupe 1 322 producteurs.
La marque s'inscrit dans une filière bretonne fortement structurée dès 1960. Les exploitations familiales adhérentes conservent une relative indépendance. Chaque maraîcher ou producteur est libre de cultiver les légumes qu’il souhaite, quand il le souhaite à partir du moment où il respecte le cahier des charges qualité et les exigences de la marque.
Les fruits et légumes Prince de Bretagne sont uniquement cultivés sur les terres agricoles situées sur la côte nord bretonne. La marque est engagée depuis les années 1990 dans une lente conversion au bio et favorise les cultures sans pesticides.

## Histoire
L’histoire de la marque Prince de Bretagne s'inscrit dans la structuration de la filière fruits et légumes en Bretagne, avec la participation active d' Alexis Gourvennec (1936-2007). "Nous voulions vivre dignement du revenu de notre travail, un point c’est tout", écrira-t-il en revenant sur ce début des années 1960 où tout a commencé. 1961 voit la création de la Sica Saint-Pol (société d'intérêt collectif agricole) et l’ouverture du marché au cadran, une révolution pour le secteur des fruits et légumes en France. Inspiré du marché au cadran néerlandais, ce système de commercialisation est aujourd’hui toujours d’actualité. 85 % des volumes de légumes Prince de Bretagne passent par le cadran pour garantir une plus juste rémunération aux maraîchers. Après la création de la coopérative, puis du cadran, vient l’idée d’une marque collective commune à plusieurs coopératives légumières. La marque est apparue en 1970 comme une suite logique de la structuration collective bretonne, c’est le CERAFEL, le comité économique (Association d'Organisations de Producteurs), créé en 1964, qui gère cette marque.
Pendant cinquante ans la marque, l’organisation et la production ont évolué. Les producteurs bretons ont créé des structures pour la recherche, l’expérimentation ou la formation. Ils ont également créé en 1972  la BAI (Bretagne-Angleterre-Irlande) destinée au transport outre-Manche des productions agricoles bretonnes. En 1997, les producteurs Prince de Bretagne se lancent timidement dans la production de légumes bio.  En 2017, la marque lance une gamme « Cultivée sans pesticides », concernant 6 des 147 variétés cultivées, dont les tomates, les échalotes et les brocolis .
La marque compte 25 % de « maraîchers » plein champ et 50 % de maraîchers sous abri certifiés HVE (Haute Valeur Environnementale) en 2020. La gamme de légumes Prince de Bretagne dispose également de deux AOP pour le coco de Paimpol (depuis 1998) et pour l’oignon de Roscoff (depuis 2009).

## Données
Le Cerafel regroupe 5 organisations de producteurs, Bretagne plants et quatre coopératives légumières : la SICA Saint-Pol-de-Léon (Finistère), Les maraîchers d’Armor (Côtes-d'Armor), Terres de Saint-Malo (Ille-et-Vilaine) et la Bretonne (Finistère). Cela représente, en 2022, 1 322  producteurs de plein champ et maraîchers, dont 134 producteurs bio. Ils cultivent 145 légumes (vendus principalement en vrac). 40 % des volumes sont exportés, soit 25 % en valeur.

## Communication

Logo avec baseline « Défendons le goût du frais »

En 1980, c’est la première campagne publicitaire télévisée de la marque. Le chou-fleur, légume emblématique de la région, est mis en avant avec le slogan « Cuit au cru, on l’adore ». Le spot du cavalier chevauchant sur la plage date, lui, de 1984.
En 2009, la marque collective investit dans le domaine de la course au large. Lionel Lemonchois, skipper de Prince de Bretagne dès 2010 remporte à son bord la Route du Rhum, portant ainsi les couleurs de la marque. Après neuf années de sponsoring voile, levier de communication, Prince de Bretagne cesse le sponsoring de ce voilier, choix motivé par le contexte économique légumier.
En 2013, premier partenariat avec Jean Imbert, gagnant de TOP CHEF 2012. Le chef figure dès 2013 sur les barquettes de tomates.  Le chef réalise ensuite différentes vidéos et recettes pour la marque.
Si le logo avec ses sillons et sa couronne verte (revu en 2015) reste le même, la baseline « Défendons le goût du frais » disparaît au profit de celle-ci : « Les maraîchers ». Cette nouvelle signature s’accompagne du slogan  : « De nature engagés, de culture passionnés ».